# Лавлесс, Патти
Патти Лавлесс (англ. Patty Loveless, Patricia Lee Ramey) — американская кантри-певица, автор-исполнитель направления неотрадиционализм. Лауреат и номинант нескольких музыкальных премий, в том числе Country Music Association Awards, ACM Awards и American Music Awards.
Более 40 хитов Лавлесс входили в американский кантри-чарт Billboard Hot Country Songs, включая 5 хитов на позиции № 1: «Timber, I'm Falling in Love», «Chains», «Blame It on Your Heart», «You Can Feel Bad» и «Lonely Too Long». Она записала 14 студийных альбомов (без учёта сборников) в США, четыре из которых получили платиновый статус, а два стали золотыми. С 1988 года является членом Grand Ole Opry. Посвящена в Зал славы кантри (2023).

## Биография
Родилась 4 января 1957 года в Пайквилле (Кентукки). Настоящее имя — Патриция Ли Рэйми (Patricia Lee Ramey), была шестым ребёнком из семи детей своей матери Наоми (Naomie, née Bowling; 1921—2006) и отца-шахтёра Джона Рэми (John Ramey; 1921—1979) из Elkhorn City, Кентукки. Закончив в 1975-м школу, Патти в 1976 году вышла замуж за ударника своей группы Терри Лавлейса (Terry Lovelace), с которым жила в браке до 1986 года. С этого имомента и началась её собственная карьера. В 1989 году вышла замуж за Эмори Горди-младшего (Emory Gordy, Jr.), ставшего в итоге её продюсером.

## Дискография

### Студийные альбомы
| - 1986: Patty Loveless - 1988: If My Heart Had Windows - 1988: Honky Tonk Angel - 1990: On Down the Line - 1991: Up Against My Heart - 1993: Only What I Feel - 1993: Greatest Hits - 1994: When Fallen Angels Fly - 1996: The Trouble with the Truth - 1997: Long Stretch of Lonesome | - 1999: Classics - 2000: Strong Heart - 2001: Mountain Soul - 2002: Bluegrass & White Snow: A Mountain Christmas - 2003: On Your Way Home - 2005: Dreamin’ My Dreams - 2007: 16 Biggest Hits - 2008: Sleepless Nights - 2009: Mountain Soul II |

## Награды и номинации
| Academy of Country Music - 1996 Top Female Vocalist - 1997 Top Female Vocalist American Music Awards - 1989 Favorite New Country Artist Country Music Association - 1993 Vocal Event of the Year — вместе с George Jones и другими — «I Don't Need Your Rockin' Chair» - 1995 Album of the Year — «When Fallen Angels Fly» - 1996 Female Vocalist of the Year - 1998 Vocal Event of the Year вместе с George Jones — «You Don't Seem to Miss Me» - 1999 Vocal Event of the Year вместе с Vince Gill — «My Kind of Woman/My Kind of Man» | Grand Ole Opry - Принята в 1988 году Georgia Music Hall of Fame - Inducted in 2005 Grammy Awards - Best Country Collaboration with Vocals — «Same Old Train» (1998) - Best Bluegrass Album — Mountain Soul II (2011) Kentucky Music Hall of Fame - Введена в Зал Славы в 2011 году (анонсировано 17 марта 2010 года) Зал славы кантри - Посвящена в 2023 году. |